# Еміліе Франкаті
Еміліе Франкаті (дан. Emilie Francati; нар. 24 червня 1997) — колишня данська тенісистка.
Найвищу одиночну позицію світового рейтингу — 574 місце досягла 26 вересня 2016, парну — 420 місце — 2 липня 2018 року.
Здобула 1 одиночний та 11 парних титулів туру ITF.

## Фінали ITF

### Одиночний розряд: 2 (1–1)
| Легенда         |
| --------------- |
| Турніри $60,000 |
| Турніри $25,000 |
| Турніри $15,000 |
| Турніри $10,000 |

| Фінали за покриттям |
| ------------------- |
| Тверде (1–1)        |
| Ґрунт (0–0)         |
| Трава (0–0)         |
| Килим (0–0)         |

| Результат | Ранг | Дата             | Турнір                   | Покриття   | Суперниця      | Рахунок          |
| --------- | ---- | ---------------- | ------------------------ | ---------- | -------------- | ---------------- |
| Перемога  | 1.   | 1 листопада 2015 | ITF Стокгольм, Швеція    | Тверде (i) | Melanie Stokke | 6–4, 3–6, 7–6(4) |
| Поразка   | 1.   | 29 жовтня 2017   | ITF Шарм-еш-Шейх, Єгипет | Тверде     | Сандра Самір   | 3–6, 3–6         |

### Парний розряд: 18 (11–7)
| Легенда         |
| --------------- |
| Турніри $60,000 |
| Турніри $25,000 |
| Турніри $15,000 |
| Турніри $10,000 |

| Фінали за покриттям |
| ------------------- |
| Тверде (4–4)        |
| Ґрунт (7–3)         |
| Трава (0–0)         |
| Килим (0–0)         |

| Результат | Ранг | Дата              | Турнір                               | Покриття   | Партнерка              | Суперниці                                | Рахунок                |
| --------- | ---- | ----------------- | ------------------------------------ | ---------- | ---------------------- | ---------------------------------------- | ---------------------- |
| Поразка   | 1.   | 1 серпня 2014     | ITF Копенгаген, Данія                | Ґрунт      | Марія Єсперсен         | Карен Барріца Клаудія Бочова             | 6–4, 6–1               |
| Перемога  | 1.   | 13 лютого 2016    | ITF Сандерленд, Англія               | Тверде (i) | Емілі Арбутнотт        | Манон Арканьйолі Гаррієт Дарт            | 6–3, 4–6, [10–5]       |
| Поразка   | 2.   | 4 березня 2016    | ITF Мейкон, Франція                  | Тверде (i) | Віра Лапко             | Манон Арканьйолі Silvia Njiric           | 5–7, 6–7(5)            |
| Перемога  | 2.   | 13 травня 2016    | ITF Бостад, Швеція                   | Ґрунт      | Корнелія Лістер        | Astrid Wanja Brune Olsen Malene Helgø    | 6–2, 6–2               |
| Перемога  | 3.   | 21 травня 2016    | ITF Båstad                           | Ґрунт      | Корнелія Лістер        | Ірина Бара Melanie Stokke                | 6–2, 6–4               |
| Поразка   | 3.   | 12 серпня 2016    | ITF Апрілія, Італія                  | Ґрунт      | Дебора К'єза           | Giorgia Marchetti Анджеліка Морателлі    | 1–6, 3–6               |
| Поразка   | 4.   | 19 листопада 2016 | ITF Іракліон, Греція                 | Тверде     | Sarah Beth Grey        | Манон Арканьйолі Десіпна Папаміхаїл      | 4–6, 2–6               |
| Поразка   | 5.   | 20 січня 2017     | ITF Petit-Bourg, Франція (Гваделупа) | Тверде     | Шарлотт Робілард-Мієтт | Майо Хібі Керол Чжао                     | 6–2, 6–7(6), [9–11]    |
| Поразка   | 6.   | 1 квітня 2017     | ITF Шарм-еш-Шейх, Єгипет             | Тверде     | Кайса Рінальдо Перссон | Лаура Йоана Пар Мелані Клаффнер          | 4–6, 5–7               |
| Перемога  | 4.   | 20 травня 2017    | ITF Анталія, Туреччина               | Ґрунт      | Даша Іванова           | Маріана Дражич Аріна Фолц                | 6–2, 6–4               |
| Поразка   | 7.   | 27 травня 2017    | ITF Анталія, Туреччина               | Ґрунт      | Маріана Дражич         | Джорджа Кречун Ilona Georgiana Ghioroaie | 2–6, 4–6               |
| Перемога  | 5.   | 5 серпня 2017     | ITF Порту, Португалія                | Ґрунт      | Емілі Арбутнотт        | Гая Санесі Lucrezia Stefanini            | 6–4, 6–3               |
| Перемога  | 6.   | 21 жовтня 2017    | ITF Шарм-еш-Шейх                     | Тверде     | Kanika Vaidya          | Caroline Ilowska Настя Колар             | 3–6, 7–5, [10–7]       |
| Перемога  | 7.   | 4 листопада 2017  | ITF Шарм-еш-Шейх                     | Тверде     | Юлія Вахачик           | Linnéa Malmqvist Naomi Totka             | 7–6(6), 6–7(5), [10–3] |
| Перемога  | 8.   | 3 березня 2018    | ITF Шарм-еш-Шейх                     | Тверде     | Britt Geukens          | Yuliya Hatouka Ірина Шиманович           | 6–0, 6–3               |
| Перемога  | 9.   | 24 березня 2018   | ITF Іракліон, Греція                 | Ґрунт      | Марія Єсперсен         | Емілі Епплтон Міа Еклунд                 | 7–5, 4–6, [10–8]       |
| Перемога  | 10.  | 31 березня 2018   | ITF Іракліон                         | Ґрунт      | Марія Єсперсен         | Michaela Boev Йоана Гаспар               | 6–3, 6–1               |
| Перемога  | 11.  | 22 червня 2018    | ITF Істад, Швеція                    | Ґрунт      | Емілі Арбутнотт        | Chen Pei-hsuan Wu Fang-hsien             | 6–2, 6–1               |